# Kaarlo Armas Telaranta
Kaarlo Armas Telaranta, född 19 december 1915 i Viborg, död 4 juli 2002 i Tammerfors, var en finländsk jurist. 
Telaranta blev student 1935, avlade högre rättsexamen 1939, blev juris kandidat 1947, juris licentiat 1949 och juris doktor 1953. Före sin akademiska karriär arbetade han bland annat som e.o. föredragande vid Högsta domstolen. Han var 1947–1949 tillförordnad lektor i civilrätt vid Helsingfors universitets statsvetenskapliga fakultet. Sin huvudsakliga vetenskapliga karriär gjorde han vid Helsingfors handelshögskola, där han utnämndes till docent 1954 och 1957–1962 var tillförordnad professor i privaträtt samt därefter ordinarie professor i ämnet fram till sin pensionering 1982. Han innehade talrika förtroendeuppdrag, bland annat verkade han som Helsingfors universitets kanslerssekreterare 1956–1958 och 1962–1963. Anmärkningsvärd var också hans insats i föreningen Rädda Barnen, där han var styrelseordförande i 20 år. Hans mest omfångsrika verk, Sopimusoikeus, utkom 1975.